# Eerste divisie 1992/93
Het seizoen 1992/93 van de Nederlandse Eerste divisie had VVV als kampioen. De club uit Venlo promoveerde daarmee naar de Eredivisie. Via de nacompetitie wisten ook sc Heerenveen en NAC te promoveren.

## Reguliere competitie

### Deelnemende teams
| Club          | Plaats          | Accommodatie        | Capaciteit | Trainer                                       |
| ------------- | --------------- | ------------------- | ---------- | --------------------------------------------- |
| ADO Den Haag  | Den Haag        | Zuiderparkstadion   | 11.000     | Nol de Ruiter                                 |
| AZ            | Alkmaar         | Alkmaarderhout      | 8.914      | Henk Wullems                                  |
| BV Veendam    | Veendam         | De Langeleegte      | 13.000     | Theo Verlangen                                |
| De Graafschap | Doetinchem      | De Vijverberg       | 12.500     | Simon Kistemaker                              |
| Eindhoven     | Eindhoven       | Aalsterweg          | 27.000     | Piet Buter                                    |
| Emmen         | Emmen           | Meerdijk            | 12.000     | René Notten                                   |
| Excelsior     | Rotterdam       | Woudestein          | 11.000     | Cor Pot                                       |
| FC Zwolle     | Zwolle          | Oosterenkstadion    | 15.000     | Ben Hendriks                                  |
| Helmond Sport | Helmond         | De Braak            | 4.200      | Henk Rayer Louis Coolen (a.i.)                |
| Heracles '74  | Almelo          | Bornsestraat        | 8.000      | Ab Gritter                                    |
| HFC Haarlem   | Haarlem         | Jan Gijzenkade      | 2.250      | Hans van Doorneveld                           |
| NAC           | Breda           | Beatrixstraat       | 12.000     | Piet de Visser                                |
| N.E.C.        | Nijmegen        | Goffertstadion      | 29.000     | Jan Pruijn                                    |
| RBC           | Roosendaal      | De Luiten           | 5.900      | Wally Jansen                                  |
| sc Heerenveen | Heerenveen      | Abe Lenstra Stadion | 15.000     | Foppe de Haan                                 |
| Telstar       | Velsen-IJmuiden | Schoonenberg        | 18.000     | Niels Overweg                                 |
| TOP           | Oss             | TOP-stadion         | 2.500      | Piet Schrijvers                               |
| VVV           | Venlo           | De Koel             | 20.000     | Henk Rayer Remy Reynierse (a.i.) Frans Körver |

### Eindstand
| pos | club            | gs | w  | g  | v  | pnt | PA | dv | dt | ds  |
| --- | --------------- | -- | -- | -- | -- | --- | -- | -- | -- | --- |
| 1.  | VVV             | 34 | 24 | 2  | 8  | 50  |    | 84 | 46 | 38  |
| 2.  | sc Heerenveen   | 34 | 19 | 10 | 5  | 48  |    | 85 | 48 | 37  |
| 3.  | NAC             | 34 | 19 | 7  | 8  | 45  |    | 73 | 39 | 34  |
| 4.  | N.E.C.          | 34 | 17 | 10 | 7  | 44  |    | 62 | 39 | 23  |
| 5.  | De Graafschap   | 34 | 17 | 8  | 9  | 42  |    | 58 | 50 | 8   |
| 6.  | FC Zwolle       | 34 | 16 | 8  | 10 | 40  |    | 55 | 38 | 17  |
| 7.  | RBC             | 34 | 17 | 5  | 12 | 39  |    | 70 | 56 | 14  |
| 8.  | ADO Den Haag    | 34 | 15 | 8  | 11 | 38  |    | 65 | 61 | 4   |
| 9.  | TOP             | 34 | 13 | 9  | 12 | 35  |    | 49 | 49 | 0   |
| 10. | AZ              | 34 | 11 | 10 | 13 | 32  |    | 54 | 52 | 2   |
| 11. | Haarlem         | 34 | 12 | 8  | 14 | 32  |    | 49 | 61 | -12 |
| 12. | Emmen           | 34 | 9  | 9  | 16 | 27  |    | 44 | 66 | -22 |
| 13. | Helmond Sport   | 34 | 8  | 10 | 16 | 26  |    | 53 | 74 | -21 |
| 14. | Excelsior       | 34 | 7  | 10 | 17 | 24  |    | 40 | 69 | -29 |
| 15. | Eindhoven       | 34 | 7  | 9  | 18 | 23  |    | 40 | 59 | -19 |
| 16. | BV Veendam      | 34 | 6  | 10 | 18 | 22  |    | 32 | 60 | -28 |
| 17. | SC Heracles '74 | 34 | 7  | 8  | 19 | 22  |    | 29 | 58 | -29 |
| 18. | Telstar         | 34 | 8  | 7  | 19 | 21  | -2 | 51 | 68 | -17 |

#### Legenda
| Kleur | Kwalificatie voor                             |
| ----- | --------------------------------------------- |
|       | Promotie naar de Eredivisie                   |
|       | Nacompetitie voor promotie naar de Eredivisie |

### Uitslagen
|                 | DHA   | AZ    | EVV   | EMM   | EXC   | GRA   | HFC   | HEE   | HSP   | HER   | NAC   | NEC   | RBC   | TEL    | TOP   | VEE   | VVV   | ZWO   |
| --------------- | ----- | ----- | ----- | ----- | ----- | ----- | ----- | ----- | ----- | ----- | ----- | ----- | ----- | ------ | ----- | ----- | ----- | ----- |
| ADO Den Haag    |       | 3 – 4 | 3 – 3 | 5 – 1 | 5 – 0 | 2 – 1 | 2 – 2 | 3 – 1 | 1 – 2 | 0 – 1 | 3 – 2 | 1 – 1 | 3 – 0 | 2 – 1  | 2 – 3 | 1 – 0 | 1 – 0 | 3 – 2 |
| AZ              | 3 – 0 |       | 0 – 0 | 2 – 0 | 4 – 0 | 2 – 3 | 2 – 2 | 1 – 1 | 1 – 1 | 0 – 3 | 3 – 2 | 2 – 2 | 1 – 2 | 1 – 2  | 0 – 1 | 0 – 0 | 1 – 2 | 0 – 1 |
| Eindhoven       | 2 – 2 | 1 – 1 |       | 2 – 1 | 2 – 1 | 0 – 1 | 0 – 2 | 4 – 4 | 2 – 1 | 0 – 2 | 1 – 3 | 0 – 2 | 1 – 2 | 2 – 2  | 1 – 1 | 0 – 0 | 3 – 0 | 0 – 2 |
| Emmen           | 0 – 1 | 2 – 1 | 2 – 1 |       | 1 – 1 | 0 – 1 | 1 – 1 | 2 – 2 | 2 – 0 | 2 – 1 | 0 – 0 | 0 – 3 | 2 – 1 | 2 – 2  | 1 – 2 | 4 – 1 | 3 – 0 | 1 – 2 |
| Excelsior       | 1 – 3 | 1 – 3 | 2 – 0 | 3 – 1 |       | 1 – 1 | 6 – 4 | 1 – 5 | 1 – 3 | 2 – 0 | 2 – 0 | 1 – 2 | 1 – 2 | 1 – 2  | 1 – 1 | 0 – 0 | 0 – 3 | 0 – 3 |
| De Graafschap   | 1 – 0 | 1 – 3 | 0 – 0 | 4 – 3 | 2 – 0 |       | 1 – 2 | 4 – 2 | 1 – 1 | 0 – 1 | 1 – 1 | 0 – 0 | 4 – 4 | 2 – 1  | 1 – 0 | 3 – 1 | 1 – 2 | 2 – 1 |
| Haarlem         | 2 – 2 | 3 – 2 | 1 – 3 | 3 – 0 | 2 – 2 | 0 – 2 |       | 0 – 1 | 0 – 3 | 1 – 0 | 1 – 4 | 0 – 2 | 3 – 2 | 0 – 3  | 1 – 1 | 2 – 0 | 0 – 1 | 1 – 5 |
| sc Heerenveen   | 3 – 0 | 3 – 2 | 1 – 0 | 2 – 2 | 1 – 1 | 3 – 2 | 4 – 0 |       | 8 – 3 | 3 – 0 | 2 – 2 | 4 – 1 | 3 – 0 | 2 – 0  | 1 – 0 | 5 – 0 | 3 – 2 | 1 – 2 |
| Helmond Sport   | 2 – 2 | 2 – 3 | 4 – 3 | 2 – 1 | 3 – 3 | 2 – 3 | 1 – 1 | 1 – 1 |       | 0 – 0 | 1 – 4 | 1 – 1 | 1 – 5 | 4 – 1  | 2 – 3 | 1 – 1 | 2 – 3 | 0 – 3 |
| SC Heracles '74 | 0 – 3 | 0 – 1 | 4 – 2 | 0 – 0 | 1 – 1 | 2 – 3 | 0 – 1 | 0 – 1 | 1 – 1 |       | 1 – 3 | 1 – 1 | 2 – 1 | 2 – 1  | 1 – 1 | 0 – 2 | 0 – 2 | 0 – 0 |
| NAC             | 1 – 1 | 4 – 2 | 2 – 0 | 6 – 0 | 2 – 0 | 1 – 0 | 1 – 1 | 1 – 0 | 3 – 0 | 8 – 0 |       | 2 – 1 | 0 – 1 | 3 – 1  | 4 – 0 | 1 – 0 | 1 – 2 | 1 – 0 |
| N.E.C.          | 1 – 1 | 0 – 0 | 1 – 0 | 4 – 2 | 0 – 2 | 0 – 1 | 2 – 1 | 2 – 3 | 2 – 1 | 4 – 0 | 4 – 0 |       | 3 – 1 | 6 – 0  | 1 – 4 | 1 – 1 | 2 – 1 | 2 – 2 |
| RBC             | 6 – 1 | 2 – 0 | 3 – 1 | 0 – 1 | 4 – 0 | 0 – 0 | 1 – 4 | 2 – 5 | 4 – 0 | 3 – 2 | 2 – 2 | 0 – 2 |       | 2 – 1* | 1 – 1 | 2 – 1 | 5 – 1 | 2 – 1 |
| Telstar         | 4 – 2 | 2 – 4 | 0 – 1 | 3 – 3 | 0 – 2 | 3 – 3 | 1 – 3 | 3 – 1 | 2 – 0 | 2 – 1 | 2 – 2 | 1 – 1 | 0 – 1 |        | 1 – 2 | 6 – 1 | 1 – 2 | 1 – 2 |
| TOP             | 2 – 3 | 1 – 1 | 1 – 0 | 2 – 0 | 2 – 2 | 6 – 1 | 1 – 2 | 1 – 1 | 4 – 0 | 1 – 0 | 1 – 2 | 2 – 3 | 0 – 4 | 1 – 1  |       | 0 – 1 | 1 – 0 | 2 – 0 |
| BV Veendam      | 0 – 2 | 1 – 3 | 1 – 4 | 1 – 3 | 1 – 1 | 0 – 2 | 2 – 1 | 3 – 3 | 0 – 2 | 4 – 0 | 0 – 3 | 0 – 1 | 4 – 4 | 1 – 0  | 2 – 0 |       | 1 – 2 | 0 – 0 |
| VVV             | 6 – 1 | 4 – 1 | 4 – 0 | 6 – 0 | 2 – 0 | 6 – 3 | 3 – 1 | 2 – 2 | 1 – 4 | 3 – 2 | 4 – 1 | 3 – 1 | 4 – 1 | 3 – 0  | 5 – 1 | 2 – 1 |       | 1 – 1 |
| FC Zwolle       | 3 – 1 | 0 – 0 | 3 – 1 | 1 – 1 | 4 – 0 | 0 – 3 | 0 – 1 | 1 – 3 | 3 – 2 | 1 – 1 | 2 – 1 | 1 – 3 | 1 – 0 | 3 – 1  | 3 – 0 | 1 – 1 | 1 – 2 |       |

## Statistieken

### Topscorers
| #  | Naam                 | Club          | Goal |
| -- | -------------------- | ------------- | ---- |
| 1. | Maurice Graef        | VVV           | 29   |
| 2. | Pierre van Hooijdonk | NAC           | 28   |
| 3. | John Lammers         | NAC           | 24   |
| 4. | John Mutsaers        | RBC           | 21   |
| 5. | Erik Tammer          | sc Heerenveen | 20   |
| 6. | Jerry Taihuttu       | Helmond Sport | 16   |
|    | Tijjani Babangida    | VVV           | 16   |
| 8. | Robert van der Weert | TOP           | 15   |
|    | Harry van der Laan   | ADO Den Haag  | 15   |
|    | Erik Regtop          | sc Heerenveen | 15   |

### Toeschouwers
| №      | Club            | Totaal  | Duels | Gem   | +/–    | Record |
| ------ | --------------- | ------- | ----- | ----- | ------ | ------ |
| 1      | sc Heerenveen   |         | 18    | 8.482 | +3,8%  |        |
| 2      | NAC             |         | 18    | 4.985 | +4,3%  |        |
| 3      | VVV             |         | 18    | 4.167 | +4,9%  |        |
| 4      | De Graafschap   |         | 18    | 4.142 | –42,2% |        |
| 5      | N.E.C.          |         | 18    | 3.340 | +99,8% |        |
| 6      | AZ              |         | 18    | 3.299 | –8,7%  |        |
| 7      | FC Zwolle       |         | 18    | 2.870 | +67,1% |        |
| 8      | RBC             |         | 18    | 2.841 | +27,0% |        |
| 9      | BV Veendam      |         | 18    | 2.230 | –9,9%  |        |
| 10     | Emmen           |         | 18    | 2.205 | +1,5%  |        |
| 11     | TOP             |         | 18    | 2.129 | +9,1%  |        |
| 12     | Eindhoven       |         | 18    | 2.071 | +28,3% |        |
| 13     | Telstar         |         | 18    | 2.057 | –37,9% |        |
| 14     | Helmond Sport   |         | 18    | 1.759 | –4,5%  |        |
| 15     | Haarlem         |         | 18    | 1.750 | +13,3% |        |
| 16     | SC Heracles '74 |         | 18    | 1.421 | –33,8% |        |
| 17     | ADO Den Haag    |         | 18    | 1.179 | –71,8% |        |
| 18     | Excelsior       |         | 18    | 812   | +27,5% |        |
| Totaal | Totaal          | 879.444 | 306   | 2.874 | +3,6%  |        |

## Nacompetitie

### Groep A

#### Eindstand
| pos | club            | gs | w | g | v | pnt | dv | dt | ds |
| --- | --------------- | -- | - | - | - | --- | -- | -- | -- |
| 1.  | sc Heerenveen   | 4  | 3 | 0 | 1 | 6   | 7  | 4  | 3  |
| 2.  | Fortuna Sittard | 4  | 2 | 0 | 2 | 4   | 8  | 4  | 4  |
| 3.  | N.E.C.          | 4  | 1 | 0 | 3 | 2   | 4  | 11 | -7 |

#### Legenda
| Kleur | Kwalificatie voor                 |
| ----- | --------------------------------- |
|       | Promotie naar de Eredivisie       |
|       | Degradatie naar de Eerste divisie |

#### Uitslagen
|                 | FSI   | HEE   | NEC   |
| --------------- | ----- | ----- | ----- |
| Fortuna Sittard |       | 2 – 0 | 5 – 0 |
| sc Heerenveen   | 2 – 0 |       | 3 – 1 |
| N.E.C.          | 2 – 1 | 1 – 2 |       |

### Groep B

#### Eindstand
| pos | club          | gs | w | g | v | pnt | dv | dt | ds |
| --- | ------------- | -- | - | - | - | --- | -- | -- | -- |
| 1.  | NAC           | 4  | 4 | 0 | 0 | 8   | 11 | 1  | 10 |
| 2.  | FC Den Bosch  | 4  | 1 | 0 | 3 | 2   | 4  | 7  | -3 |
| 3.  | De Graafschap | 4  | 1 | 0 | 3 | 2   | 3  | 10 | -7 |

#### Legenda
| Kleur | Kwalificatie voor                 |
| ----- | --------------------------------- |
|       | Promotie naar de Eredivisie       |
|       | Degradatie naar de Eerste divisie |

#### Uitslagen
|               | DBO   | GRA   | NAC   |
| ------------- | ----- | ----- | ----- |
| FC Den Bosch  |       | 4 – 1 | 0 – 3 |
| De Graafschap | 1 – 0 |       | 0 – 4 |
| NAC           | 2 – 0 | 2 – 1 |       |

## Trivia
- (*) Aanvankelijk zou Telstar met 23 punten op de 15de plaats eindigen. Het kreeg echter 2 punten in mindering, omdat een groot deel van de spelersgroep te ziek was om bij de wedstrijd tegen RBC op te komen dagen.

ADO Den Haag ·
AZ ·
Eindhoven ·
Emmen ·
Excelsior ·
De Graafschap ·
Haarlem ·
sc Heerenveen ·
Helmond Sport ·
Heracles '74 ·
NAC ·
N.E.C. ·
RBC ·
Telstar ·
TOP ·
BV Veendam ·
VVV ·
FC Zwolle
Eerste klasse

1955/56

Eerste divisie

1956/57 · 1957/58 · 1958/59 · 1959/60 · 1960/61 · 1961/62 · 1962/63 · 1963/64 · 1964/65 · 1965/66 · 1966/67 · 1967/68 · 1968/69 · 1969/70 · 1970/71 · 1971/72 · 1972/73 · 1973/74 · 1974/75 · 1975/76 · 1976/77 · 1977/78 · 1978/79 · 1979/80 · 1980/81 · 1981/82 · 1982/83 · 1983/84 · 1984/85 · 1985/86 · 1986/87 · 1987/88 · 1988/89 · 1989/90 · 1990/91 · 1991/92 · 1992/93 · 1993/94 · 1994/95 · 1995/96 · 1996/97 · 1997/98 · 1998/99 · 1999/00 · 2000/01 · 2001/02 · 2002/03 · 2003/04 · 2004/05 · 2005/06 · 2006/07 · 2007/08 · 2008/09 · 2009/10 · 2010/11 · 2011/12 · 2012/13 · 2013/14 · 2014/15 · 2015/16 · 2016/17 · 2017/18 · 2018/19 · 2019/20 · 2020/21 · 2021/22 · 2022/23 · 2023/24 · 2024/25

Eredivisie · Eerste divisie · Johan Cruijff Schaal · KNVB Beker · Play-offs